# Madatyphlops albanalis
Madatyphlops albanalis är en ormart som beskrevs av Rendahl 1918. Madatyphlops albanalis ingår i släktet Madatyphlops och familjen maskormar. Inga underarter finns listade i Catalogue of Life.
Utbredningsområdet är okänt men antas vara Sydafrika eller Madagaskar. Hos andra arter av samma släkte lägger honor ägg.